# Cikiray
Cikiray is een bestuurslaag in het regentschap Sukabumi van de provincie West-Java, Indonesië. Cikiray telt 3366 inwoners (volkstelling 2010).